# ᴱ
Cette page contient des caractères spéciaux ou non latins. S’ils s’affichent mal (▯, ?, etc.), consultez la page d’aide Unicode.
ᴱ, appelée e majuscule en exposant, e majuscule supérieur ou lettre modificative majuscule e, est un graphème utilisé dans l’écriture du chatino et un symbole phonétique. Il est formé de la lettre majuscule latine E ‹ E › mise en exposant.

## Utilisation
Dans l’Alphabet phonétique ouralien, les symboles en exposant représentent des sons extra brefs et dans certains ouvrages les petites capitales en exposant sont des capitales en exposant, par exemple pā͕χ͕̄t̜ᴱ (aussi notée avec la petite capitale e en exposant pā͕χ͕̄t̜ᴇ), « falaise », en same de Kildin,.
En chatino, le e majuscule en exposant est utilisé pour représenter un ton.
Le ᴱ est utilisé par certains auteurs pour noter la présence d’un phonème emphatique dans une racine ou un affixe provocant la propagation de l’emphase, en touareg du Niger, excepté en tahaggart. Par exemple, ᴱismam « amer » est prononcé [isˤmˤamˤ], traditionnellement transcrit iṣṃaṃ.

## Représentations informatiques
La lettre modificative majuscule e peut être représentée avec les caractères Unicode suivants (Extensions phonétiques) :
| formes       | représentations | chaînes de caractères | points de code | descriptions                    |
| ------------ | --------------- | --------------------- | -------------- | ------------------------------- |
| modificative | ᴱ               | ᴱ                     | U+1D31         | lettre modificative majuscule e |